# Barcelona Universitari Club
El Barcelona Universitari Club, també conegut com a BUC, és un històric club de rugbi barceloní fundat l'any 1929. L'any 2002 fins al 2006 el club va signar un conveni de col·laboració amb la USAP de Perpinyà.
Als seus inicis va ser una societat esportiva multidisciplinària, on es practicava atletisme, boxa, hípica i tennis, entre altres esports.

## Història

### Els inicis (1928-1938)
Va ser l'any 1928, cap a primers de desembre, que una colla d'estudiants, aficionats a l'esport, decidiren formar un club, per a la pràctica del rugby, completament apartats de la disciplina de tots els clubs que aleshores existien. El nom en aquells inicis, fou el Rugbi Club Universitari, doncs aquells jugadors tenien la visió que el club havia d'ésser l'esdevenidor de l'esport universitari.
Fou l'endemà d'aquest partit, que en una reunió al Bar Diana (el café del "esprinter", com anomenaven l'amo del mateix), del carrer d'Aribau cantonada Aragó, on es constituí oficialment el club, formant els estatuts i elegint la primera junta directiva que va quedar formada de la següent manera:
- President: Ramon Aixemeno
- Vicepresident: Josep Pascual
- Secretari: Jordi Valdés
- Vicesecretari: Juli de la Pedraja
- Tresorer: David Faraudo
- Comptador: Marian Cugueró[4][5]
- Vocal I: Ferran Sabràs
- Vocal II: J.Pardo

El primer partit que jugaren amb el nom de R.C.U. (Rugby Club Universitari) es disputà el 25 de desembre del mateix any contra un altre històric del rugbi català, la UE Santboiana, al camp de Sant Boi, perdent per 6 a 5. Els primers punts del Club foren marcats per Pedraja d'un assaig, que Pascual va tenir cura de transformar.
L'equip fou: Sabrás, R.Aiximeno, Pérez, Mongrell, Pedraja, Pascual, Fernández (Alfred), Vendrell, Cugueró, Fernández (Manolo), Pardo, Barbat, Faraudo, Grande, Luque (Carles).
Als dos mesos justos d'haver fundat el club, els dirigents es preocuparen de donar-li aquella empenta, amb relació a l'esport universitari, que va ésser la guia de les primeres activitats i que van tenir una continuïtat tant brillant que va acabar per col·locar l'entitat a l'avantguarda dels cercles catalans. La primera organització va ésser la preparació de la selecció universitària catalana de rugby, pel matx entre les Universitats de Madrid i Barcelona. S'efectuaren bastants entrenaments de l'equip, i acoplat ja aquest la primera selecció universitària de rugby jugà el seu també primer partit contra el F.C.Barcelona al qual varen vèncer per 9 a 3, després d'un partit memorable que posà de manifest la potencialitat esportiva dels estudiants.
L'any següent, com a R.C.Universitari, l'equip s'incorporà al Campionat de Catalunya, conjuntament amb els equips del F.C.Barcelona, U.E.Universitaria, U.E.Samboyana, A.E.P. (Ateneu Enciclopèdic Popular), i Olimpic Amateur. En el primer partit oficial s'enfrontaren a l'Olimpic Amateur, en l'encontre més interessant de la jornada., perdent per un resultat de 0 a 6.
En la inauguració de l'Estadi de Montjuich, el 19 de maig de 1929, en el partit de rugby internacional entre Itàlia i Espanya participaren els jugadors del club Mongrell, Pedraja i Vendrell. En la victòria d'Espanya va participar-hi activament Juli de la Pedraja, el millor tres-quarts ala de l'època i el placador més estilista i més segur fins llavors a Catalunya, marcant el segon assaig espanyol.
Posteriorment, el 9 de juny del mateix any se celebrà al camp de Les Corts el match internacional Espanya-Alemanya, que acabà amb el resultat de 15 a 24 favorable als germànics. Fou seleccionat per defensar els colors espanyols el nostre jugador i fundador del club Ferran Sabràs que fou un dels millors homes de l'equip roig i al qual li cabé l'honor de marcar el primer assaig de la tarda.
L'any 1932 s'integraren a la formació la major part de jugadors de la Unió Esportiva d'Estudiants Catòlics i el club canvià de nom i esdevé Barcelona Universitari Club, entre el 9 i el 21 d'Octubre, fet anunciat per Nubiola en una entrevista concedida a El Mundo Deportivo el 19 d'Octubre de 1932. El club es convertí en una societat esportiva multidisciplinària, on es practicava des d'atletisme fins a boxa, tennis, hípica, etc, amb intenció d'atorgar-se la representació oficial de l'esport universitari. A destacar la figura d'Anicet Císcar, que es va incorporar al Club els anys 30, i és president de la secció de rugby l'any 1933.
Amb la creació de la Universitat Autònoma Republicana de Barcelona, l'any 1933, el club passà a dependre del seu Patronat, essent el president August Pi i Sunyer, aleshores president del Comitè Olímpic Espanyol. En aquest període s'organitzaren diverses gires per l'estranger que donaren prestigi al club.
L'any 1933 s'organitza un partit universitari important contra el Paris Université Club, representant de la Universitat de París, i on s'aconsegueix un meritori empat que concedeix un esplèndid triomf als colors de l'equip.
L'any 1934 s'inicià l'època daurada del club, que durà fins a l'inici de la Guerra Civil espanyola. El BUC passà a ser l'Òrgan Oficial Esportiu de la Universitat Autònoma. L'any següent es convertí en l'òrgan representatiu de l'esport universitari a Barcelona i, per extensió, a Catalunya.
El Desembre de 1935 el Barcelona Universitari Club comença la publicació del seu Butlletí, que vol ser l'exponent de l'actuació esportiva de la Universitat de Barcelona i òrgan de relació amb altres Universitats i amb diferents comunitats que fomenten l'educació física de la joventut a tot el món. Signa l'editorial el llavors president del Club, August Pi i Sunyer.
En castellà, anglès, francès, alemany, italià i hongarès s'escriu: "El Barcelona Universitari Club en nombre de los estudiantes deportistas de la Universitat de Barcelona, saluda efusivamente con motivo de la aparición de su Boletín, a sus camaradas de las Universidades del resto de España, esperando que esta publicación sirva de enlace y sea motivo para la intensificación de nuestras relaciones deportivas".
També s'escriu: "Les nostres aspiracions són: elevar el nostre B.U.C. a l'alçària dels clubs similars de l'estranger, dotar als nostres estudiants d'unes instal·lacions esportives i socials. Amb consonància a la categoria de la nostra Universitat; i procurar que els nostres estudiants esportius, aconsegueixin aquella categoria esportiva, que avui tenen els estudiants de les famoses Universitats d'Oxford, Cambridge, Bolonia, Yale Award, etc. el nóm de les quals és comentat arreu del món per les gestes esportives dels seus estudiants".
En el butlletí s'expliquen els inicis del club de la següent manera: "al moment d'iniciar la vida del nostre cercle contàvem amb 22 socis, contribuint amb una quota de tres pessetes cada mes, que no tots pagaven, veient-nos amb dificultats per pagar les 25 pessetes que constituïen el lloguer de l'estatge social. Quantes vegades per cobrar el rebut del mes, giravem de cap per avall al soci morós, i li feiem caure de la butxaca a terra, tots els diners que portava i que no sempre arribaven a tres pessetes, i si sortosament hi havia aquella quantitat, aleshores cobràvem el rebut. Però tot anava bé i feia gràcia, per l'amistat entranyable entre tots els socis que caracteritzà el club en els seus primers temps."
El 19 de gener de 1936 se celebra, en el setè aniversari del Club, un partit de rugby a Cornellà entre un equip compost per "antigues glories" i l'equip que defensava en aquells moments els colors del B.U.C. en el Campionat de Catalunya. Era la segona ocasió que es disputava aquest partit de celebració d'aniversari del Club (el primer l'any anterior), i en totes dues ocasiones foren les "antigues glories" les que es van emportar el triomf, demostrant als actuals que els anys passen endebades.
En el número 2 del Butlletí BUC, de Gener de 1936, es parla del paper de l'equip al Campionat de Catalunya: "estem ja a mitjans de la segona volta del Campionat de Catalunya (...). Anem situats en quart lloc de la classificació i darrera nostre encara queden tres equips més. Hom (escriu Ferran Sancho, que va ser també Delegat del Club) ens assignava abans de començar-lo un cinquè lloc, o sigui que n'hem guanyat un, que ja no podem perdre i encara podem millorar. Els partits que ha disputat el nostre quinze són considerats com els més bonics que s'han jugat en tot el campionat, i això és degut, a que el nostre equip és un equip que construeix joc, juga per fer exhibicions de rugby sense interessar-li els punts que li puguin marcar".
Amb l'arribada del mes de juliol de 1936, s'interromp la vida del Club (tot i els esforços per conformar equip i participar en el Campionat de Catalunya) pels successos que durant els següents quatre anys acabarien amb la vida esportiva del Barcelona Unión Club, si més no en el rugby, doncs el BUC seguirà organitzant diferents festivals i campionats esportius a nivell universitari.

### Postguerra (1939-1970)
Després del cruent període que foren els anys de guerra, s'intentà de reorganitzar el BUC, però l'oposició de les autoritats feixistes, representades pel Frente de Juventudes i el Sindicato de Estudiantes Universitarios (el SEU), van fer que això no fos possible. Aquestes entitats absorbiren totes les seccions del club, així com tots els mèrits i la seva documentació. A la fi de la dècada següent, els antics jugadors fundadors encapçalats per Julio Zarraluqui i Anicet Ciscar, iniciaren la gens fàcil labor de tornar a aixecar el club, mentre seguien sent partícips directes dels esdeveniments que es produïen relacionats amb el rugby (com prova el fet que Anicet Ciscar fou tresorer de la Federació Catala de Rugby).
Significatius canvis caracteritzaren aquest període: el BUC modificà el nom en Barcelona Unión Club, a causa de l'impediment que posaven les poderoses institucions falangistes del Sindicato Español Universitario (S.E.U.) que en aquell temps regien l'esport universitari. Es canvià el tradicional uniforme de color blanc, per uniformes totalment negres (canvi a causa de la coincidència dels colors amb els del C.N.Barcelona. En aquesta etapa el club limità les seves accions a la secció de rugbi, i la pedrera de nous jugadors, de la mateixa manera que en èpoques anteriors, va ser la Universitat, d'aquí el nom de "Estudiants" pel quan es coneixia el Club durant els viatges a l'estranger. Advocats, metges, arquitectes, tots plens d'una mentalitat oberta i esportiva, foren la base d'aquella altra mentalitat que va caracteritzar el comportament del Club al llarg de la refundació i els anys que van seguir la consolidació d'aquesta.
En el període que va dels anys 50 als 60, el BUC, amb Julio Zarraluqui com a president, es consolidà tant en l'aspecte institucional com en l'esportiu. S'obtingueren dos subcampionats de 2a Divisió Nacional, les temporades 52-53 (perdent a la final amb la E.P.Industriales per 3-0) i la temporada 58-59 (perdent contra la U.D.Samboyana B, per 11 a 3). Finalment s'ancoseguí, la temporada 1959-60, el Campionat d'Espanya de Segona Divisió, en partit jugat contra el Universitario de Sevilla, pel tanteig de 19 a 6.
Es consolidaren les visites a Catalunya de clubs estrangers, així com la participació de l'entitat en gires a l'estranger, que superaren les de qualsevol equip espanyol de l'època. Van jugar per tot Europa, inclosos els països de l'Europa de l'Est. En aquest període es creà l'equip de veterans del club.
Un cop finalitzada la temporada, l'any 1961, es produeix una important crisi que acaba amb la marxa d'alguns membres, fundant un nou equip, el C.D.Universitari. Aquesta situació no va produir cap mal dins del Club, que va seguir endavant amb la incorporació de nous jugadors procedents de col·legis i de la universitat.
El desenvolupament de tot aquest procés va culminar amb la consecució, per segona vegada, del Campionat d'Espanya de Segona Divisió, l'any 1962, en un memorable partit guanyat al C.M. San Pablo Madrid, per 6 a 3, jugat al Camp de la Romareda de Saragossa.
Tots aquests triomfs, tant a escala nacional com internacional, van fer d'aquella dècada la de més expansió pel club, el que va motivar la creació d'una nova entitat a Badalona, amb el nom de Tiburón Unión Club, per tal que poguessin jugar els components que procedien d'aquella ciutat. Amb l'ajuda d'alguns veterans del B.U.C., van aconseguir que el Club es mantingués fins als nostres dies, amb el nom de Badalona R.C.
Part important de la consolidació d'aquesta dècada dels 60 fou la inauguració, cap els volts de l'any 1963, del nou local social situat al Passeig Colón núm.6, que es convertí en lloc habitual de reunió de tots els jugadors, socis i simpatitzants. De fet, es comentava que els jugadors del B.U.C. eren quinze amics que sortien els diumenges a jugar a rugby donant-ho tot al camp, perque sabien sobradament que després del partit seguirien junts gaudint de la seva amistat.

### La Transició (1971-1982)
Els anys setanta s'inicià una nova etapa en la vida del club basada en el treball de base amb la intenció de crear un planter que nodrís els equips sèniors en un futur pròxim i es creà l'equip juvenil, a partir de l'any 1971, sota la responsabilitat de Juan López Casas i G. García. Només uns anys després, la temporada 1977-1978 l'equip cadet quedaria tercer del Campionat d'Espanya Cadets, i la temporada 1980-1981 s'aconseguiria un gran èxit guanyant el XVIII Campionat d'Espanya Juvenil guanyant 10-12 a El Salvador de Valladolid.
Segueixen organitzant-se partits internacionals, aprofitant l'empenta dels anys anteriors, amb equips que venien a Barcelona o inclús fent gires per l'estranger, arribant a jugar inclús amb equips de la talla de l'Stade Toulousain., i el BUC segueix sent un referent en l'organització d'esdevenients, com el "Torneo de la Merced".
Fou en aquests anys que morí Julio Zarraluqui (a qui se li havia atorgat la Medalla d'Or per part de la Federació Espayola de Rugby com a recompensa honorífica) i la presidència passà a mans de Kepa Uriarte, que prosseguí l'obra del seu antecessor i mestre, arribant a ser Vicepresident de la Federació Catalana, vocal de la Junta Directiva de la Federació Espanyola, membre de la Comissió Delegada de la FER i "Comissioner" per activitats esportives de la Federació Europea (FIRA).
La temporada 72-73 es caracteritza pel descens del primer equip a categoria regional, després de fer una estranya campanya on la sort no va acompanyar l'equip en cap moment. Tot i això, l'equip juvenil aconsegueix un tercer lloc al Campionat de Catalunya i realitza un meritori partit contra el campió de la "Copa del Generalísimo" de la categoria, l'Atlético San Sebastián, en el X Torneig de la Mercè, perdent pel resultat de 9 a 10.
La temporada 73-74 marca una nova etapa, reforçant de nou la idea de crear una pedrera propia del club, basada en l'entrenament de nens a partir d'onze anys, per tal que juguessin en les categories cadets i infantils, equips aquests d'on havien sortit la majoria de jugadors que representaven el Club en aquells moments, i també altres equips de la regió. Pel primer equip, aquesta temporada va significar un pas de transició cap a la futura consolidació, doncs en aquest any es produeix una renovació del planter, on la joventut era la característica més destacada en els components de l'equip.
La temporada 74-75 es comencen a recollir els primers fruits d'una collita ben plantada, fa escassos dos anys, doncs l'equip juvenil aconsegueix el subcampionat de Catalunya, sota la mà del seu entrenador, Juan López Casas. Aquest triomf dona la oportunitat d'aconseguir un lloc pel campionat d'Espanya, on s'aconsegueix vèncer a l'Independiente, campió de Santander, als octaus de final, però quedant eliminats en quarts davant la Salle, l'altre representant català, després d'un correcte partit. Per la seva part, el primer equip aconsegueix classificar-se entre els 5 primers de la regional catalana.
La temporada 75-76 marca el primer intent d'aconseguir de nou la categoria nacional, intent frustrat en perdre contra el Tatami de València per un escassíssim tanteig. Tot i així, aquest fet va significar un al·licient per poder aconseguir l'èxit la temporada següent, doncs es va demostrar que amb un any més d'experiència en el joves jugadors, alguns d'anys incorporats recentment al primer equip, es podria aconseguir l'ascens a la tant desitjada categoria.
La temporada 76-77, un cop complerta la mitja dècada, marca l'èxit dels de negre, que després de quedar subcampions de regional catalana, afronten per segon any consecutiu l'ascens a segona regional, aquesta vegada contra el veterinaria de Saragossa, al que s'aconsegueix vèncer en els dos partits de la fase i de la mà primer de López Casas i després del nou entrenador Alfonso Salvador, el club es presenta disposat a jugar en categoria nacional (2ª Divisió Categoria Nacional) la temporada següent.
77-78 representa l'èxit del treball realitzat anys enrere, doncs tots els equips del Club van realitzar una sensacional temporada en les seves respectives categories. El primer equip aconsegueix una temporada carregada de triomfs, on s'aconsegueix un meritori tercer lloc a la categoria de segona nacional, i gràcies a la reestructuració de les divisions de primera i segona s'aconsegueix jugar en primera categoria nacional la temporada següent. També s'arriba a la semifinal del campionat de la copa F.E.R., quedant eliminats danvat l'Hernani R.C.
Durant la Transició, l'evolució del BUC continuà endavant. L'any 1979 es crearen dues noves seccions, l'equip femení, que va tenir un breu període de dos anys, i es començaren a posar les bases del que seria l'Escola de Rugbi. Es produeix la primera aparició d'un equip Juvenil del BUC en competició nacional (XVII Campeonato de Espana Juvenil), i s'aconsegueix guanyar al CAU Valencia per 12-36 a vuitens, però es perd a quarts amb el C.D.Arquitectura per 9-15. Tot i això fou un primer pas dels equips de formació del club, que enfortiren l'equip en anys successius.
Amb els canvis polítics del país consolidats, l'equip catalanitzà el nom, per aviat recuperar el nom originari, Barcelona Universitari Club.
L'any 1979, en la revista del cinquantenari escribí Javier Cortazar, President de la Federación Española de Rugby: "es para mí un motivo de profunda satisfacción saludar a todos cuantos han colaborado en esta magna tarea en este aureo aniversario. Deseo expresar mi más sincera y calurosa felicitación al B.U.C., que durante tantos años ha efectuado una prodiga y fructífera labor en la promoción del rugby, ahí quedan su palmarés y su trayectoria."
També escribia Jose Fabregat Masana, President de la Federació Catalana de Rugby: "al comenzar el Cincuentenario deL Barcelona Union Club, tercero en antigüedad en el historial del Rugby catalán, como Presidente de la Federación Catalana, siento una inmensa satisfacción ante esa efeméride que demuestra la vitalidad, entusiasmo y amor hacia nuestro deporte. El B.U.C., que empezó en la temporada 1929-30, por la unión de unos cuantos estudiantes de diferentes Facultades, amantes todos ellos del Rugby, creando ese Club, que con una actividad inusitada, organizando campeonatos con equipos universitarios, creando Torneos como el de la Merced, con participación de equipos extranjeros y nacionales y haciendo giras rugbisticas por la mayoría de paises europeos, ha dado a conocer el nombre de nuestra ciudad, con un espíritu deportivo verdaderamente digno de admiración. En sus equipos representativos, han figurado nombres de jugadores que más tarde serían figuras destacadas en sus respectivas facetas particulares. Médicos, Abogados, Ingenieros, Arquitectos y personas de toda clase de actividades, muchos de los cuales además han dedicado parte importante de su tiempo y de su esfuerzo en pro del Rugby tanto a nivel de Club como a nivel Federativo. Su moral jamás ha decaído y así hemos visto temporada tras temporada, presentar el mayor número de equipos inscritos en los Campeonatos de las diferentes categorías, siendo ello digno del mayor encomio. Deseo vivamente que este Cincuentenario, sea celebrado por todo el ámbito del Rugby, como se merece un Club, que tiene un historial tan brillante, como es el del B.U.C.".
Esmentar també les paraules del President de l'entitat en aquells anys, Kepa Uriarte "nuestro B.U.C. sigue la tradición de lealtad y nobleza que comporta la práctica del rugby, e inicia una nueva época, llena de entusiasmo, para introducir a las nuevas promociones en las virtudes de nuestro deporte, en una constante progresión entendiendo siempre que el rugby es una forma de hacer amigos, y nuestro adversario un compañero de juego, al que hemos de superar en fuerza, habilidad, inteligencia y velocidad."

### Nova Etapa (1982-2000)
S'inicia en els anys 80 una etapa on el club mantindrà el seu primer equip masculí a categoria nacional, aconseguint diferents èxits al llarg d'aquestes temporades.
Com hem comentat anteriorment, la temporada 1980-1981 l'equip juvenil aconsegueix guanyar el XVIII Campionat d'Espanya Juvenil guanyant 10-12 a El Salvador de Valladolid, vencent anteriorment els equips de Valencia R.C.(9-14), F.C.Barcelona (17-8 a l'anada i 4-18 a la tornada) i la U.E.Santboiana a les semifinals (7-7 a l'anada i 20-18 a la tornada).
La temporada 81-82 l'equip queda primer del Grup III de 2ª Divisió Nacional i, per tant, aconsegueix l'ascens a 1ª Divisió Nacional la temporada següent.
Aquí comencen uns anys d'estabilitat i d'èxit, recollint els fruits del treball fet amb les categories inferiors endegat uns anys enrere. La temporada 84-85 s'aconsegueix quedar campió del Grupo Levante la temporada 84-85, i l'equip juga la fase de promoció d'ascens a Divisió d'Honor amb els equips de Filosofía y Letras, Getxo R.T. y El Salvador. En aquest primer intent d'ascens, l'equip no aconsegueix cap victòria, quedant quart del grup i amb la mel als llavis.
Només dos anys després, l'any 1987, l'equip guanya el Campionat d'Espanya de Primera Nacional, i s'aconsegueix l'ascens directe a Divisió d'Honor. S'inicià una primera etapa de consolidació a la màxima categoria, que va durar 3 temporades, quedant en sisena, desena i onzena posició a la temporada 89-90, que va provocar el descens a Primera Divisió durant dues temporades.
Tot i això, la temporada 91-92 s'aconsegueix el retorn a la màxima categoria del rugby espanyol, la Divisió d'Honor, amb un ascens directe gràcies a la segona posició a la lliga, i també el subcampionat de Copa del Rei, perdent la final amb el Xerox Getxo per 20 a 9, havent guanyat anteriorment a Bera Bera (26-13), Getafe RC (12-18) i Alcobendas RC (10-19).
Les categories inferiors aconseguiren diversos Campionats de Catalunya, a més a més de participar en la Liga Nacional Junior aquesta mateixa temporada 91-92, perdent a semifinals amb el C.D.El Salvador per 28 a 4, i es tornà a crear la secció femenina del club.
Les 4 temporades següents el BUC aconsegueix mantenir-se a Divisió d'Honor, en el que es sens dubte l'etapa més exitosa del club en la seva història, sobretot tenint en compte que fou amb participació pràcticament única de jugadors de la casa. A més a més de la consolidació del primer equip a la màxima categoria, les categories de formació aconsegueixen establir-se entre els millors equips d'Espanya, jugant tres campionats seguits, en les categories cadet (temporada 94-95) i en juvenil (les dues temporades següents), arribant en aquests dos últims anys a la final del Campionat d'Espanya, perdent el primer any amb la U.E.Santboiana i el segon amb el C.R.El Salvador.
També aquests anys l'equip femení aconsegueix, en la temporada 95-95, el subcampionat del Campionat d'Espanya Femení, perdent amb el Getafe C.R. per 10-0, i també aconsegueix la cuarta posició a la Copa de S.M. La Reina la temporada 98-99.
L'any 1994 el BUC participa al "I Trofeu Ciutat de Barcelona", organitzat per la Federació Catalana de Rugby, que es disputà a l'Estadi Olímpic de Montjuic, en un quadrangular amb la U.E.Santboiana, la USAP de Perpinyà i el Racing Club de França. L'objectiu del torneig, segons paraules del president de la FCR, Ferran Domínguez, fou recuperar l'interès i l'atenció de la gent en el rugby, amb la voluntat d'assentar l'esdeveniment de forma anual en el calendari esportiu català.
Tot i aquests èxits aconseguits en el camp i fora, a nivell institucional, la temporada 95-96 representarà el descens del primer equip de la Divisió d'Honor a Primera, acabant últim a la classificació de la lliga.
Les temporades que segueixen al descens a Primera Nacional vindran marcades per una certa estabilitat a nivell esportiu, doncs l'equip es manté sense més problemes en aquesta categoria, pero es caracteritzaran principalment per grans canvis a nivell estructural y de club.

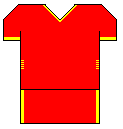
Equipament de l'USAP-Barcelona.

### Etapa USAP-Barcelona (2000-2006)
Les temporades 99-00 i la següent, el club ha de modificar el seu nom, i passa a anomenar-se Universitat de Barcelona. Manté la seva categoria a Primera Nacional, i segueix obtenint bons resultats en la classificació, jugant la temporada 1999-2000 per l'ascens a Divisió d'Honor B, però perdent amb la A.D. Univ. Salamanca.
La temporada següent, la 2001-2002, el club jugarà amb el nom de UB-USAP, a la categoria de Primera Nacional, quedant primer de grup i aconseguint l''accés a la promoció d'ascens a Divisió d'Honor B. En la primera eliminatòria jugada amb el Caja Cantabria Independiente de Santander, s'aconsegueix en el partit de tornada fer una extraordinària remuntada, de 18 punts de diferència al finalitzar el partit (8-26), i a la pròrroga vèncer per 7-20. Malgrat aquesta victòria, a la eliminatòria següent l'equip va perdre amb l'Universidad de Málaga.
Tot i això, la temporada 2002-2003, el club signa un conveni de col·laboració amb la USAP de Perpinyà, aconsegueix jugar a Divisió d'Honor B ocupant una plaça vacant, i agafa una nova embranzida aconseguint l'any 2005 un nou ascens a la Divisió d'Honor. Fruit d'aquest acord, el club prengué el nom d'USAP-Barcelona i adoptà els colors vermell i groc del club nord-català.